# Elvira (personaggio)
Elvira è un personaggio televisivo creato e interpretato da Cassandra Peterson. Conduttrice di una serie televisiva horror e antieroina di due film, è una dark lady conosciuta per il suo guardaroba gotico e succinto, oltre che per la sua personalità buffa ed eccentrica.
È soprannominata "la Padrona dell'Oscurità" e "la Signora delle Tenebre" (Mistress of the Dark nell'originale inglese).

## Caratterizzazione
Come presentatrice di Elvira's Movie Macabre, Elvira presentava al suo pubblico un film ogni settimana, solitamente film horror di serie B. Prima di ogni pausa pubblicitaria, Elvira commentava il film in modo ironico e spesso faceva battute sulla pessima qualità della recitazione e della produzione.
Considerata una vamp e un sex symbol, Elvira è una donna attraente e prosperosa con lunghi capelli neri corvini in un'acconciatura a nido d'ape (in realtà erano una parrucca, perché Cassandra Peterson ha i capelli rossi), la pelle pallida e gli occhi azzurri. Ha un insolito fondotinta bianco drammatico sulla faccia e un coraggioso senso della moda, di solito indossando scarpe nere con tacchi alti, calze a rete e un lungo abito nero con una profonda scollatura che mette in risalto il suo seno abbondante.
Il personaggio divenne così popolare che apparve in un film, Una strega chiamata Elvira, dove Elvira lascia il suo lavoro di conduttrice televisiva e scopre di essere l'erede della prozia Morgana. Elvira si ritrova catapultata in una vita normale e conservatrice, nonostante sia una signora del buio e una tentatrice. Col proseguire del film, scopre di essere discendente di una famiglia di streghe, e suo zio Talbot è un malvagio stregone dietro un'apparenza umana.
Estroversa, intraprendente, seducente, comica, vivace e un po' anticonservatrice, Elvira è nota per il suo spirito arguto e il suo umorismo pungente, spesso intriso di giochi di parole sul sesso e sull'horror. Non ha mai paura di dire alla gente esattamente quello che pensa ed è anche una sognatrice un po' kitsch.
Elvira è piuttosto teatrale nei suoi atteggiamenti e nel modo di parlare. Ottiene sempre una reazione dalla gente, che la guarda come se fosse una sgualdrina o come se fosse una gatta sexy. In ogni caso, fa colpo ovunque vada. Nonostante la sua presenza civettuola, è pronta a reagire se qualcuno le fa delle avances indesiderate. Sebbene dura con i seccatori, ha un lato sensibile che esterna in presenza di persone più timide di lei.

## Influenza ed eredità

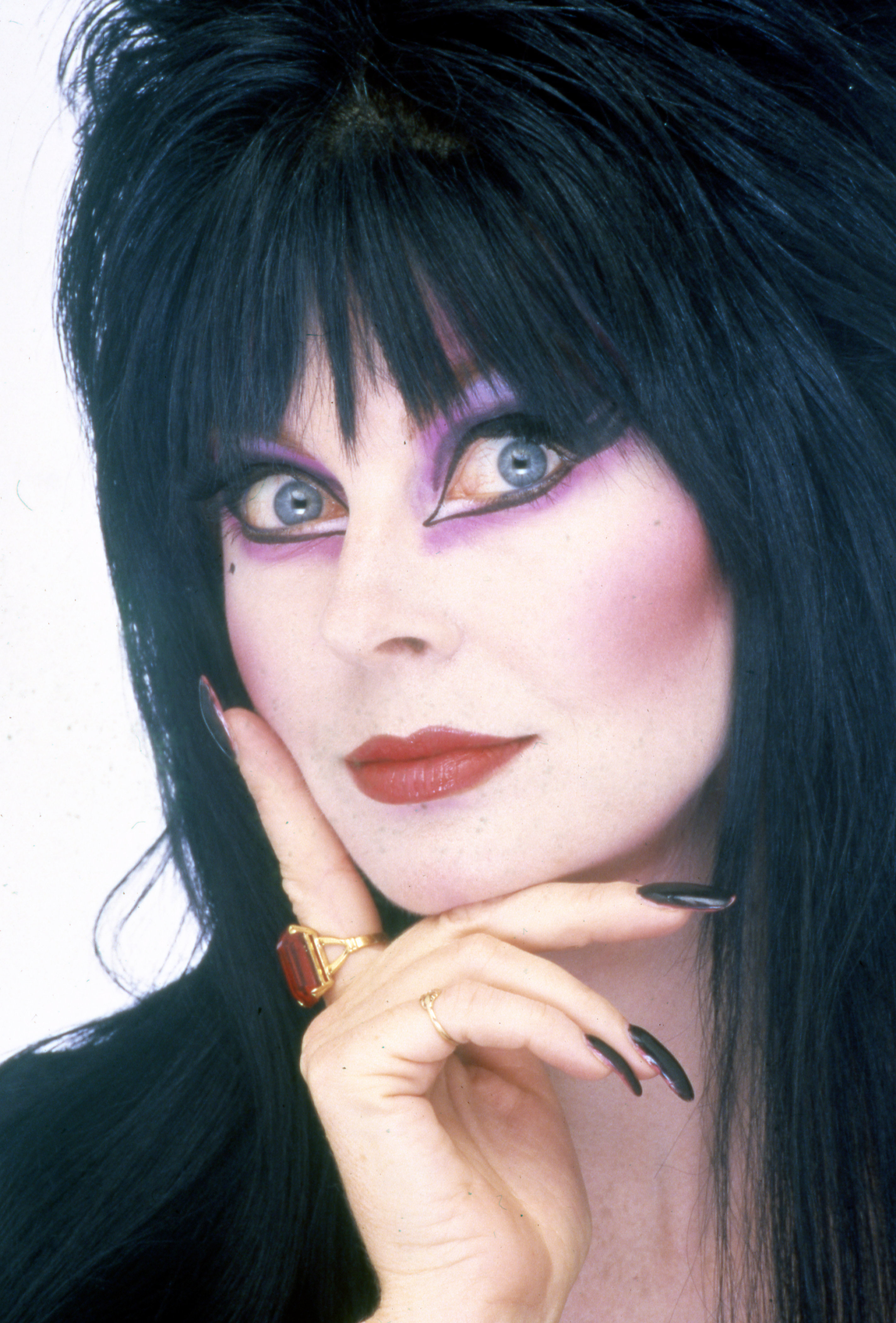
Foto di Elvira nel 1985.

Basandosi su Morticia Addams e sul ruolo di "Vampira" interpretato da Maila Nurmi, Peterson ha creato il personaggio di Elvira. Lei e il suo amico Robert Redding idearono il look sexy gotico / vampiresco dopo che i produttori rifiutarono la sua idea originale di assomigliare il personaggio a Sharon Tate in Per favore, non mordermi sul collo!. Crearono il look di Elvira traendo ispirazione da un libro di trucco teatrale Kabuki e dall'acconciatura di Ronnie Spector delle Ronettes. Il personaggio si fece rapidamente notare grazie anche al suo abito nero attillato e ampiamente scollato.
Adottando il tono sfacciato di una ragazza della valle californiana, Peterson conferì un tocco sarcastico e satirico ai suoi commenti. Si dilettava nel lanciare doppi sensi audaci e a fare frequenti battute riguardo al suo seno. In un'intervista ad AOL, Peterson dichiarò che Elvira era lei da adolescente, descrivendola come "una ragazza spastica che dice solo quello che sente e la gente sembra apprezzarlo". Il suo umorismo cupo, il suo sex appeal e la sua bonaria autoironia la resero popolare tra gli spettatori dei film a tarda notte e la sua popolarità aumentò vertiginosamente. A causa della stretta somiglianza con il personaggio di Vampira, fu intentata una causa contro Peterson per plagio, ma il caso si risolse in favore di Peterson.
Elvira si è presto evoluta in un'icona della sottocultura, a metà strada tra il punk e il gotico. È stata associata a molti prodotti durante gli anni '80 e '90, tra cui costumi di Halloween, fumetti, videogiochi e flipper.
Nei Simpson  esiste una sua rappresentazione, chiamata Barbara Lelavinsky, una presentatrice TV  vestita di nero e dalle esatte sembianze della sua controparte filmica. 

## Filmografia

### Televisione
- Elvira's Movie Macabre (1981 - 1986), serie televisiva
- Elvira's Movie Macabre (2010 - 2011), serie televisiva[14]

### Cinema
- Una strega chiamata Elvira (1988)
- La casa stregata di Elvira (2001)

## Videogiochi
Il personaggio di Elvira ha ispirato tre videogiochi, usciti nei primi anni novanta per varie piattaforme (Commodore 64, Amiga, Atari ST, MS-DOS):
- Elvira: Mistress of the Dark (1990)
- Elvira: The Arcade Game (1991)
- Elvira 2: The Jaws of Cerberus (1992)
- Nel videogioco Pain, per PlayStation 3, Elvira è un personaggio giocabile

I videogiochi del 1990 e del 1992 sono avventure grafiche horror in prima persona, in cui il giocatore lavora per Elvira al fine di toglierla dai guai, mentre il gioco del 1991 è un platform fantasy in cui si controlla Elvira stessa.
A Elvira è dedicato un modello di flipper della Bally Midway:
- Elvira and the Party Monsters (1989)[15][16][17]